# Маџид Самији
Маџид Самији (персијски: مجید سمیعی‎‎), рођен 19. јуна 1937. године) је реномирани иранско-немачки неурохирург и медицински научник.

## Биографија
Професор Маџид Самији је рођен у Техерану 19. јуна 1937. године. Гиланског је порекла, помињујући да му је породица родом из Гилана, области која је дала низ знаменитих људи. Вратио се у Рашт на краћи временски период да би побољшао своје знање гиланског језика, каспијске варијанте персијског језика. Након што је завршио средњу школу у Ирану, преселио се у Немачку где је започео студије медицине на Универзитету у Мајнцу. 
Био је председник Међународног друштва за неурохирургију и изабран је за председника Конгреса међународних неурохирурга (MASCIN) 2003. године.
Сами је добио награду "Доктор" од стране северног немачког града Хановера. Бивши немачки канцелар Герхард Шредер поздравио је седамдесетогодишњег Самија због свог медицинског доприноса неуронауци као шеф Међународног института за неурологију (INI), са седиштем у Хановеру.
Председник је Међународног Института за неуронауку (INI) на Универзитету Ото фон Герике.
2007. године је добио „Награду пријатељства“ од стране кинеског премијера за свој допринос напретку медицине у Кини.
2014. године, Сами је проглашен најбољим светским неурохирургом и освојио је Златни неурон Светске академије за неуролошку хирургију. Те године је добио и Лајбниц Ринг награду у Берлину.

## Садашње дужности[10]
- Председник Међународног института за неурологију (INI) на Универзитету Ото фон Герике.
- Председник кинеског Међународног института за неурологију на Капитал Универзитету у Пекингу
- Председник Неуробионичке фондације
- Председник одбора поверилаца Фондације за помоћ деци
- Директор емеритус Неурохируршке клинике, болнице Нордштат у Хановеру
- Почасни председник Светске федерације неурохируршких друштава (WFNS)
- Почасни председник немачког удружења хирургије лобање
- Почасни предсједник CURAC-а , немачког друштва за рачунарску и роботску хирургију

## Награде
- 2001: Почасни председник Светске федерације неурохируршких друштава (WFNS),[11]
- 2005: Почасни професор Карл Цајса и гостујући професор на иницијативу Одељења за неурохирургију Универзитета Јохан Волфганг Гете, Франкфурт на Мајни, Немачка,[12]
- 2006: Иранска научна и културна дворана славних,
- 2007: члан удружења Светских лекара,
- 2007: „Награда пријатељства“ Народне Републике Кине,
- 2014: Добитник Лајбниц Ринг награде,[9]
- 2014: Добитник награде Златни неурон - најбољи неурохирург на свету,
- 2016: Одликован Златном медаљом за изузетне заслуге у области медицине, несебичну хуманитарну помоћ грађанима Републике Србије и допринос развоју српске неурохирургије.